# Хайлигеншвенди
Хайлигеншвенди (нем. Heiligenschwendi) — коммуна в Швейцарии, в кантоне Берн.
Входит в состав округа Тун. Население составляет 646 человек (на 31 декабря 2006 года). Официальный код — 927.